# Pierre Guichot
Pierre Guichot (Aureilhan, 16 de febrero de 1963) es un deportista francés que compitió en esgrima, especialista en la modalidad de sable.
Participó en tres Juegos Olímpicos de Verano, obteniendo en total dos medallas, ambas en la prueba por equipos: plata en Los Ángeles 1984 (junto con Jean-François Lamour, Hervé Granger-Veyron, Philippe Delrieu y Franck Ducheix) y bronce en Barcelona 1992 (con Jean-François Lamour, Jean-Philippe Daurelle, Franck Ducheix y Hervé Granger-Veyron), y el cuarto lugar en Seúl 1988, también por equipos.
Ganó dos medallas de bronce en el Campeonato Mundial de Esgrima, en los años 1987 y 1989.

## Palmarés internacional
| Juegos Olímpicos   | Juegos Olímpicos             | Juegos Olímpicos  | Juegos Olímpicos  |
| Año                | Lugar                        | Medalla           | Prueba            |
| ------------------ | ---------------------------- | ----------------- | ----------------- |
| 1984               | Los Ángeles (Estados Unidos) | Medalla de plata  | Sable por equipos |
| 1992               | Barcelona (España)           | Medalla de bronce | Sable por equipos |
| Campeonato Mundial |                              |                   |                   |
| Año                | Lugar                        | Medalla           | Prueba            |
| 1987               | Lausana (Suiza)              | Medalla de bronce | Sable por equipos |
| 1989               | Denver (Estados Unidos)      | Medalla de bronce | Sable por equipos |